# Manuel Valls
Manuel Valls (Barcelona, 13. kolovoza 1962.)  francuski je političar, član francuske  Socijalističke stranke i od 1. travnja 2014. do 6. prosinca 2016. godine predsjednik je francuske vlade. 

## Kratka biografija
Manuel Valls je sin španjolskog slikara i švicarske glumice. U Parizu je završio studij povijesti te je od 1982. godine francuski državljanin. Otac je četvero djece, a u drugom je braku s violinisticom Anne Gravoin. 

## Politička karijera
Član je  Socijalističke stranke od 1980. godine, savjetnik premijera Michela Rocarda od 1988. do 1991. godine, a sudjelovao je i u organizaciji  Zimskih olimpijskih igara u Albertvilleu. 
Od 1997. do 2002. godine bio je savjetnik premijera Lionela Jospina za komunikaciju i odnose s javnošću, a zatim je istovremeno obnašao funkciju zastupnika u Nacionalnoj skupštini i gradonačelnika Evryja, gradića u okolici  Pariza.
Godine 2011. Manuel Valls je sudjelovao na unutarstranačkim izborima francuske Socijalističke stranke na kojima se birao kandidat ove stranke za predsjedničke izbore 2012. godine. Nakon što je ispao u prvom krugu iskazao je svoju podršku  Françoisu Hollandeu koji ga je, kada je izabran, zadužio za komunikaciju s medijima u svojoj izbornoj kampanji.
Dne 16. svibnja 2012. godine predsjednik Hollande ga je imenovao ministrom unutarnjih poslova u vladi  Jeana-Marca Ayraulta. 
Dana 31. ožujka 2014. godine predsjednik Hollande ga je imenovao premijerom.
Dana 6. prosinca 2016. godine podnio je ostavku predsjednika vlade i naslijedio ga je Bernard Cazeneuve.

## Vanjske poveznice
- Vlada Francuske Republike

### Ostali projekti
|  | Zajednički poslužitelj ima stranicu o temi Manuel Valls |